# پارامبراتا چاترجی
پارامبراتا چاترجی (انگلیسی: Parambrata Chatterjee؛ زادهٔ ۲۷ ژوئن ۱۹۸۰) کارگردان و هنرپیشه اهل کشور هند است. وی از سال ۲۰۰۲ میلادی تاکنون مشغول فعالیت بوده‌است. وی کار خود را از فیلم و تلویزیون بنگالی زبان آغاز نمود.
از فیلم‌هایی که وی در آن نقش داشته‌است می‌توان به هملاک سوسایتی، پری، مراقب باش، ترافیک، چهار ضلعی، داستان، مراسم خاکسپاری رامپراساد و پراوین تمبه کیست؟ اشاره کرد.